# Csernyahiv
Csernyahiv (Черняхів, oroszul Черняхов-Csernyahov) városi jellegű település Ukrajna Zsitomiri területén, a Csernyahivi járás székhelye. A 2001-es népszámláláskor 9,5 ezer lakosa volt. Zsitomirtól 24 km-re északra fekszik, a Zsitomir-Korosztyeny főút- és vasútvonal mentén. Élelmiszeripar, téglagyártás, környékén hatalmas gránitbányák. A zsitomiri textilgyár kihelyezett üzemegységet létesített itt az 1960-as években. Hősi emlékmű (Nagy Honvédő Háború), Lenin-szobor a főtéren.
Első írásos említése 1545-ből származik. 1924-ben városi jellegű településsé és járásszékhellyé nyilvánították. 1970-ben 8,6 ezer lakosa volt.

## Népesség
| 2014 | 9 724 |
| 2018 | 9 479 |